# حدف بحر (مسلسل)
تدور أحداث المسلسل في إطار اجتماعي حيث تفقد الأم توأم بنتها وتتربى هذة الفتاة المفقودة في أسرة غريبة عنها في الإسكندرية وتكبر ولم تعرف الحقيقة إلا عند موت والدها الذي رباها فتقرر هذه الفتاة النزول للقاهرة للبحث عن أهلها ومواصلة حياتها وحلم عمرها الغناء. الكاتب أحمد عبد الفتاح والقصة فتحي الجندي والإخراج جمال عبد الحميد.

## بطولة:
- سمية الخشاب
- طارق لطفي
- أحمد خليل (ممثل)
- أحمد سلامة
- محمد الشقنقيري
- خالد محمود
- ميمي جمال
- سميرة عبد العزيز
- فوزية
- صفاء جلال
- أشرف عبد الغفور
- رامي وحيد
- أحمد جمال سعيد
- نيرة عارف